# Affaire Drost Notthoff
L'affaire Drost Notthoff, également nommée Affaire Bergmann-Pierru, est une affaire criminelle survenue en France à Èze, en 2011

## Les faits, l'enquête
Le 26 septembre 2011, Drost Notthoff, entrepreneur allemand de 48 ans, est retrouvé pendu chez lui à Èze, torse nu. Installé dans la région, il est alors depuis une quinzaine d'années à la tête d'une entreprise événementielle basée à Monaco.
Donnant initialement l'impression d'un suicide, l'autopsie et les investigations révèlent  des suspicions d'assassinat. Les enquêteurs mettent en doute la possibilité que Drost Notthoff se soit pendu seul, notamment en raison de la configuration inhabituelle du nœud coulant.
Peu après sa mort, un testament est découvert, léguant tous ses biens à son ex-compagne Gritt Pierru. Elle semble avoir rédigé elle-même ce document qui la désigne comme héritière. L'enquête se focalise alors sur Gritt et son amant, Georges Pierru. Des éléments accumulés mènent à la conviction que la mort de Notthoff peut être un meurtre orchestré par le couple. Gritt et Georges Pierru sont accusés d'assassinat et renvoyés devant la cour d'assises des Alpes-Maritimes en 2018.

## Procès et condamnation
En 2018, la cour d'assises des Alpes-Maritimes condamne l'ancienne compagne de Drost Notthoff, Grit Bergmann et Georges Pierru à 25 ans de réclusion criminelle pour l'assassinat de Notthoff .

### Émissions télévisées
- « Affaire Notthoff : le crime était signé d'avance » le 20 mars 2019 dans Enquêtes criminelles : le magazine des faits divers sur W9.
- « Le suicide du millionnaire » (Troisième reportage) dans « ... en Méditerranée » le 13 mai 2019 dans Crimes sur NRJ 12.
- « Rendez-vous meurtrier : l'affaire Notthoff » le 31 octobre 2019 dans Indices sur RMC Story.
- « Le testament qui vaut de l'or » (troisième reportage) dans « Le baiser de la mort » le 15 novembre 2019 dans Héritages sur NRJ 12.
- « Le crime presque parfait de Georges Pierru et Grit Bergmann » le 5 novembre 2023 dans Faites entrer l’accusé sur RMC Story.